# 室女座4
室女座4，又名BD+09 2549，HD 102510、SAO 119058、HR 4528，是室女座的一颗恒星，视星等为5.32，位于銀經261.46，銀緯65.86，其B1900.0坐标为赤經11h 42m 46.6s，赤緯+8° 65.86′ 5″。